# Clavisphecia pugnax
Clavisphecia pugnax is een vlinder uit de familie wespvlinders (Sesiidae), onderfamilie Sesiinae.
Clavisphecia pugnax is voor het eerst wetenschappelijk beschreven door Meyrick in 1926. De soort komt voor in het Oriëntaals gebied.